# Клосковски, Карл
Карл Клосковски (нем. Karl Kloskowski; 9 февраля 1917, Ланков — 23 апреля 1945, Окер) — немецкий офицер войск СС, гауптштурмфюрер СС, танкист-ас, кавалер Рыцарского креста Железного креста с Дубовыми листьями.

## Ранние годы
Карл Клосковски родился 9 февраля 1917 года в городе Ланков. В 30-х годах вступил в СС (билет № 310 800).
В декабре 1936 года поступил в части усиления СС, где служил в 3-м штурме штандарта СС «Германия». В 1939 году стал командиром взвода.

## Вторая мировая война
В 1940 году Клосковского перевели в 11-й штандарт СС «Мёртвая голова», а в 1941 — в 3-ю роту разведывательного батальона дивизии СС «Рейх».

### Битва за Москву
Во время битвы за Москву в октябре 1941 года, обершарфюрер СС Карл Клосковски во главе разведывательного отряда двинулся в сторону Можайска, захватил деревню по собственной инициативе, а затем посредством умелого руководства своим отрядом произвёл на врага впечатление более сильных сил, так что советские войска полностью отказались от боестолкновения с ними. Тем самым дивизия смогла почти без потерь достичь цели атаки. За эти смелые действия он был рекомендован к награждению Рыцарским крестом Железного креста. Однако эта рекомендация была отклонена командованием дивизии, поскольку Карл совсем недавно был награждён Железным крестом первого класса. 16 ноября 1941 года был тяжело ранен.

### Третья битва за Харьков
В начале 1943 года Клосковски стал командиром взвода в 4-й роте недавно сформированного танкового полка дивизии СС «Рейх». Во время третьей битвы за Харьков 8 февраля 1943 года гауптшарфюрер СС Карл Клосковски засёк скрытую советскую противотанковую позицию, угрожавшую немецкому флангу. Быстро действуя, он немедленно атаковал и разгромил советский противотанковый взвод с 76-мм орудием (ЗИС-3) и противотанковыми ружьями.
22 февраля Карл на своём Pz.Kpfw. III № 431 возглавлял передовой отряд дивизии «Рейх». В одиночку он вырвался вперёд, на 10 минут опережая остальные части дивизии. В ходе этого стремительного броска он уничтожил четыре противотанковых орудия, восемь грузовиков и разведывательный бронеавтомобиль. В 150 км южнее Харькова он в одиночку внезапным ударом захватил важный мост на реке Волчья на западной окраине Павлограда, сломив сильное сопротивление противника — он уничтожил три противотанковых орудия и рассеял красноармейскую сапёрную команду. Имея приказ в случае сильного сопротивления противника остановиться и ждать прибытия основных сил, Клосковски проигнорировал его и продолжил атакующие действия. В деревне у моста он столкнулся с тремя Т-34, вступил в бой и подбил один из них. Вместе с присоединившимся вскоре «тигром» унтершарфюрера Пауля Эггера он оборонял мост до подхода подкреплений, что позволило пехоте дивизии «Рейх» менее чем за два часа овладеть городом.
Затем Клосковски возглавил атакующие действия подошедших передовых отрядов дивизии и выследил три защищающихся Т-34, заставив их отступить сосредоточенным огнём, а затем уничтожив ещё один. Во главе отряда он пробился дальше через деревню, при этом уничтожив два вышеупомянутых Т-34, а также четыре противотанковых орудия, 12 грузовиков и одну «катюшу».
Благодаря быстрому захвату моста и стремительному прорыву через 8-километровую деревню во главе своего отряда, он во многом ассоциируется с победой в этом районе. Только благодаря этому быстрому, самостоятельно принятому и проведённому решению дивизия смогла захватить город и уничтожить основную часть советской бригады (штаб которой находился в городе) с минимальными потерями. Эта смелая акция обеспечила беспрепятственное движение немецких боевых групп, и за неё Клосковски был награждён Рыцарским крестом 11 июля 1943 года.
Командир его батальона штурмбаннфюрер СС Кристиан Тихсен писал:

«Клосковски — это энергичный молодой лидер, с образцовым, порядочным характером, который доказал свои способности в разных кризисных ситуациях».

### Операция «Цитадель»
После успешного завершения харьковской битвы, 20 апреля 1943 года Карл Клосковски был произведён в унтерштурмфюреры СС и назначен на должность командира 7-й роты 2-го танкового полка СС. В ходе операции «Цитадель» он уничтожил 15 танков Т-34. За это 5 ноября 1943 года его наградили Почётной пряжкой на ленте для войск СС.

### Битва за Нормандию
С июля 1944 года воевал в Нормандии против войск союзников. 9 июля боевая группа гауптштурмфюрера СС Курта Валя из 17-й моторизованной дивизии СС «Гёц фон Берлихинген», из-за очень больших потерь (особенно среди офицеров и унтер-офицеров), вызванных вражескими бомбардировками и многочисленными миномётными обстрелами, была сильно истощена и обескровлена. Противник ежедневно добивался прорыва.
Оберштурмфюрер СС Клосковски и его танковая рота были развёрнуты для поддержки этой слабой боевой группы. На очень густой местности, где видимость в основном ограничивалась расстоянием всего 50 метров, оберштурмфюрер СС Клосковски и его танки стояли в передней линии, отражая атаки танков и пехоты противника. Практически все возможности для манёвра были закрыты живой изгородью и просёлочными дорогами.
Несколько раз немецкая пехота была отброшена, и танки атаковали противника в ближнем бою. Оберштурмфюрер СС Клосковски несколько раз успешно наносил контрудары по вражеской пехоте. Будучи ограниченными неподходящей местностью, артиллерийским превосходством противника и его сильной пехотой, Клосковски и его рота понесли значительные потери в людях и танках.
10 июля противнику удалось осуществить два глубоких прорыва с севера и востока, по которым Карл Клосковски начал контрудар, имея всего 4 своих танка. За один контрудар он уничтожил 12 танков противника.
Когда 12 июля из-за сильного натиска противника был отдан приказ об отступлении, боевая группа СС «Валь» оказалась в напряжённом бою с противником, который глубоко проник в некоторых местах. К концу дня противник угрожал перехватить боевую группу при отходе к мосту и тем самым отрезать ей единственный путь отхода. В этой почти безвыходной ситуации, в условиях сильного артиллерийского обстрела и наступления темноты, Клосковски принял самостоятельное решение атаковать и отбросить врага, чтобы дать возможность своим войскам выйти из боя и покинуть плацдарм. Имея в качестве поддержки лишь небольшую часть пехоты, оберштурмфюрер СС Клосковски преуспел в этой атаке, разгромив вражеский батальон и уничтожив большую его часть. Только благодаря этому независимому решению, принятому в отчаянное время, боевая группа «Валь» (состоящая из остатков 38-го полка СС) смогла избежать уничтожения.
Всего оберштурмфюрер Клосковски захватил или уничтожил в упорных оборонительных боях в период с 9 по 12 июля 1944 года следующую технику противника:
- 17 танков;
- 8 противотанковых орудий;
- 21 базуку;
- 5 грузовиков;
- бесчисленное количество лёгких пехотных орудий.

Также было убито более 700 солдат и офицеров противника.
14 июля 7-я рота, занявшая оборону на участке Лe-Ланд — Лемондери, была атакована американской 83-й пехотной дивизией. 15 июля на дороге в Ле-Дезер рота американского 743-го танкового батальона, преследуя два Pz.Kpfw. IV, была атакована из засады 7-й ротой Клосковски. В течение пятнадцати минут были уничтожены девять «шерманов». Еще три «шермана» были подбиты и брошены экипажами. 11 августа оберштурмфюрер СС Карл Клосковски стал третьим из всего лишь шести ротных командиров танковых войск, награждённых Дубовыми листьями к Рыцарскому кресту. В битве за Нормандию его рота была лучшей в дивизии ротой Pz.Kpfw. IV по количеству подбитых вражеских танков.

### Рурский котёл
В конце марта 1945 года руководил формированием батальона, названного в его честь. Батальон СС «Клосковски» вошёл в состав спешно сформированной танковой бригады СС «Вестфалия». Перед новым эсэсовским соединением стояла задача не дать американским войскам окружить группу армий «Б» в Рурском котле. Однако бригаде не удалось сдержать наступающие американские танки и к 20 апреля она была полностью уничтожена. 23 апреля 1945 года её остатки отступили в горы Харца. Здесь в городке Окер американские войска расстреляли сдавшихся в плен офицеров бригады, среди которых был гауптштурмфюрер СС Карл Клосковски. Согласно некоторым источникам, убийство было совершено в отместку за смерть командира 3-й танковой дивизии США генерала Мориса Роуза несколькими неделями ранее от рук 507-го тяжелого танкового батальона.

## Чины
- Гауптшарфюрер СС (10 января 1943)
- Унтерштурмфюрер СС (20 апреля 1943)
- Оберштурмфюрер СС (9 ноября 1943)
- Гауптштурмфюрер СС (9 ноября 1944)

## Награды
- Железный крест (1939)
  - 2-й степени (19 июля 1941)
  - 1-й степени (2 октября 1941)
- Медаль «За зимнюю кампанию на Востоке 1941/42»
- Штурмовой пехотный знак в бронзе
- Знак «за ранение» в серебре
- Знак «за танковую атаку»
- Почётная пряжка на ленте для войск СС
- Немецкий крест в золоте (23 мая 1944) — оберштурмфюрер СС и командир 7-й роты 2-го танкового полка СС «Рейх»
- Рыцарский крест Железного креста с Дубовыми Листьями
  - Рыцарский крест (11 июля 1943) — гауптшарфюрер СС, командир взвода в 4-й роте танкового полка СС «Рейх»
  - Дубовые листья (№ 546) (11 августа 1944) — оберштурмфюрер СС, командир 7-й роты 2-го танкового полка СС «Рейх»